# Exophiala moniliae
Exophiala moniliae är en svampart som beskrevs av de Hoog 1977. Exophiala moniliae ingår i släktet Exophiala och familjen Herpotrichiellaceae.   Inga underarter finns listade i Catalogue of Life.